# 北海道和寒高等学校
北海道和寒高等学校（ほっかいどう わっさむこうとうがっこう）は、かつて北海道上川郡和寒町日ノ出にあった道立高等学校。
伝統的にスキーノルディックのクロスカントリー種目にトップ選手を輩出してきた。

## 沿革
- 1950年（昭和25年） - 北海道永山農業高等学校（現在の旭川農業高）の和寒分校として開校
- 1952年（昭和27年） - 北海道和寒高等学校として独立
- 1967年（昭和42年） - 道立移管
- 1979年（昭和54年） - 陸上部、全道高校駅伝１位　全国高校駅伝出場辞退（スキー部活動との兼ね合いのため）
- 1980年（昭和55年） - 野球部、北北海道大会ベスト4
- 1980年（昭和55年） - スキー部、高校総体学校対抗3位
- 1995年（平成 7年） - スキー部、高校総体優勝
- 2005年（平成17年） - スキー部、全国高校総体学校対抗7位
- 2007年（平成19年） - スキー部、全国高校総体学校対抗8位
- 2008年（平成20年） - 生徒募集停止
- 2010年（平成22年） - 閉校

## 現況
- 2011年（平成23年）1月 - 和寒町立和寒中学校の校舎として運用開始（松岡地区の旧校舎の老朽化に伴い移転）。